# Campeonato Mundial de Rugby M19 División B de 1980
El Campeonato Mundial de Rugby M19 División B de 1980 se disputó en Túnez y fue la tercera edición del torneo en categoría M19.

## Equipos participantes
- Selección juvenil de rugby de Costa de Marfil
- Selección juvenil de rugby de Túnez
- Selección juvenil de rugby de Yugoslavia
- Túnez B

## Posiciones finales
| Pos | Equipo          |
| --- | --------------- |
|     | Túnez           |
|     | Yugoslavia      |
|     | Costa de Marfil |
| 4   | Túnez B         |

### Campeón
| Bandera de Túnez |
| Campeón Túnez    |
| Primer título    |